# Hideaways
Pour plus de détails, voir Fiche technique et Distribution.
Hideaways ou The Last Son, la Malédiction est un film dramatique fantastique irlandais réalisé par Agnès Merlet, sorti en 2011.

## Synopsis
James Furlong est le dernier d'une longue lignée des Furlong qui ont été frappés par d'étranges capacités. Son grand-père Charlie devenait ainsi temporairement aveugle quand il pensait au sexe. Son père Philip pouvait éteindre n'importe quel appareil électrique quand il était effrayé.
Depuis sa naissance, marquée par le décès de sa mère, James s'interroge sur la nature de son propre pouvoir. Il ne tarde pas à avoir la réponse à sa question : à onze ans, il découvre que lorsqu'il a peur ou est énervé, il provoque la mort de tous les êtres vivants, humains, animaux et végétaux, qui se trouvent autour de lui. Cette découverte est marquée par le malheur : son père et sa grand-mère meurent subitement.
Placé dans un orphelinat, James se lie d'amitié avec un jeune garçon, Liam, mais devient le souffre-douleur des autres pensionnaires. Un jour, alors que ceux-ci le tourmente, James est pris de panique et provoque la mort de tous ses camarades. Liam lui-même est frappé et quasiment mourant. James comprend alors que son pouvoir est une malédiction et qu'il représentera toujours une menace pour son entourage. Il s'enfuit alors et se cache dans une cabane abandonnée au fond de la forêt pour rester isolé.
Quelques années plus tard, James rencontre Mae O'Mara. La jeune femme, atteinte d'une grave maladie, s'est enfuie de l'hôpital où elle est soignée. Elle tente ainsi d'échapper à la lourdeur de son traitement et à la peine de sa mère, devenue étouffante. James est d'abord hostile et tente de faire partir la jeune femme. Mais celle-ci est persévérante et tente de comprendre qui est ce garçon sauvage qui se cache dans la forêt. Elle n'a pas peur de son pouvoir, car elle estime n'avoir rien à perdre.
Des liens amoureux vont se nouer entre eux et vont révéler une autre facette inattendue du pouvoir de James. Avant que son passé ne le rattrape.

## Fiche technique
- Titre original : Hideaways
- Titre français : Hideaways (en salles) ou The Last Son, la Malédiction (en DVD)
- Réalisation : Agnès Merlet
- Scénario : Nick Murphy
- Décors : Didier Naert
- Costumes: Pascaline Chavanne
- Photographie : Tim Fleming
- Montage : Sylvie Landra
- Musique : Éric Neveux
- Production : Marc Missonnier, Olivier Delbosc et Jean-Luc Ormières
- Sociétés de production: Fidélité Productions, Filmgate et Octagon Films
- Société de distribution : Wild Bunch Distribution (France)
- Budget: 6 600 000 euros[1]
- Pays d'origine : Irlande
- Langue originale : anglais
- Format: couleur – 2.35 : 1 CinemaScope – 35 mm – Dolby SRD/DTS
- Genre : drame fantastique
- Durée : 95 minutes
- Date de sortie :
  -  France 23 novembre 2011

## Distribution
- Rachel Hurd-Wood: Mae-West O'Mara
- Harry Treadaway: James Furlong
- Thomas Brodie-Sangster : Liam
- Susan Lynch: Mrs O'Mara
- Stuart Graham (en): Sergent
- Adrian Dunbar: Docteur Russell
- Kate O'Toole (V. F. : Marie-Madeleine Burguet-Le Doze) : Mrs Moore
- James Wilson: James Furlong à 10 ans
- Craig Connolly: Kevin
- Lesley Conroy: Cathy Furlong
- Aarron Monaghan: Philip Furlong
- Ruth Mc Cabe: Charlotte Furlong

## Production
Le tournage a débuté le 10 mai 2010 en Irlande. Il s'est établi dans le Comté de Wicklow et dans le Comté de Meath. Il était prévu initialement pour durer deux mois mais l'achèvement du tournage a été retardé lorsque Rachel Hurd-Wood est tombée malade. Une partie du tournage a été effectuée au château Ballygarth à Julianstown dans le Comté de Meath et au château Shanganagh à Shankill près de Dublin.
Le film s'appelait à l'origine The Last Furlong, mais ce titre a été remplacé par Hideaways qui signifie littéralement « Les cachettes. »
Hideaways a été présenté au Festival du film de Tribeca en 2011.